# ماوريس هيرستش
ماوريس هيرستش (بالألمانية: Maurice Hirsch)‏ (30 مايو 1993 بمانهايم في ألمانيا - ) هو لاعب كرة قدم ألماني في مركز الوسط. لعب مع غرويتر فورت وهانوفر 96 ونادي هوفنهايم ب ‏.

## روابط خارجية
- ماوريس هيرستش على موقع قاعدة بيانات كرة القدم.إي يو (الإنجليزية)
- ماوريس هيرستش على موقع بيانات كرة القدم. دي إي (الألمانية)
- ماوريس هيرستش على موقع Soccerway.com (الإنجليزية)
- ماوريس هيرستش على موقع عالم كرة القدم.نت (الإنجليزية)
- ماوريس هيرستش على موقع AS.com (الإسبانية)